# Arotrephes rufobasalis
Arotrephes rufobasalis là một loài tò vò trong họ Ichneumonidae.